# Batidor

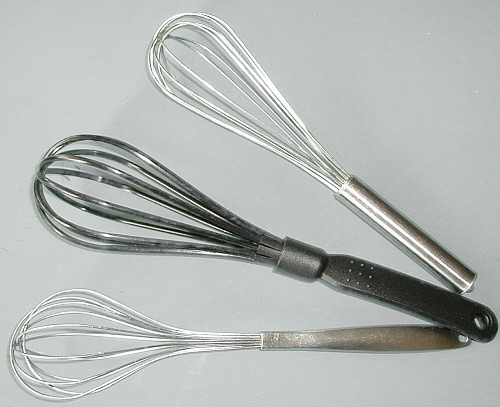
Batidores de mano (metal y plástico).

El batidor es un utensilio de cocina empleado en la mezcla de alimentos, también conocido como globo. Se suelen construir estos batidores con hilos (o varillas) curvados de metal enlazados en un mango; existen variantes modernas en plástico y algunas en fibra de bambú. El uso más frecuente de los batidores suele encontrarse en el batido de huevos para elaborar por ejemplo merengue, el empleo de este instrumento es mucho más efectivo en este tipo de batidos que emplear un simple tenedor. Los hay que se emplean en la elaboración de salsas, para mezclar líquidos, mezclar alimentos con diferentes consistencias, etc.

## Tipos
Algunos batidores tienen diferentes formas y giros de las varillas, casi todos tienen forma como de gota o globo (se suele denominar globo). Existen variantes con formas alargadas, muy habitual en la cocina doméstica que se suele denominar batidor francés. Uno más plano se refiere frecuentemente como batidor de roux. Existen el batidor de GRAVI que tiene un bucle principal y otros más pequeños enrollados alrededor de este. Existe no obstante el batidor giratorio en forma de balón espiral muy empleado para batir líquidos.